# Isoproterenol
El isoproterenol o isoprenalina es un medicamento simpaticomimético que actúa a nivel de los receptores beta adrenérgicos. En medicina se usa para el tratamiento del asma relajando las vías aéreas y permitiendo un mayor flujo de aire. Se usa también contra la bronquitis y el enfisema.

## Usos clínicos
El isoproterenol se usa en la clínica como un aerosol inhalado para la terapia del asma. Aunque es un activador de los receptores adrenérgicos, su acción se asemeja a los medicamentos que tienden a ser agonistas más selectivos de los receptores β2-adrenérgicos, debido a su capacidad de causar relajación de las vías aéreas respiratorias.
Se usa también en ampollas con el nombre comercial Isuprel® y en forma de píldora sublingual para el tratamiento del asma, la bronquitis crónica y el enfisema.
Usado con precauciones médicas, su uso puede ser necartio para el tratamiento de arritmias del tipo torsades de pointes -cuando esta arritmia se produce en el contexto de una bradicardia importante- y, por lo general, cuando el trastorno no responde al magnesio.
En dosis altas actúa en los receptores beta 1 aumentando la frecuencia cardíaca y contractilidad del miocardio (efectos cronotrópicos e inotrópicos positivos). Por ello, en situaciones de urgencia, en cardiología se puede utilizar en perfusión IV para aumentar la frecuencia cardicaca en situaciones con bloqueo AV y situaciones de bradicardia sinusal y/o paro sinusal que precisen tratamiento -aunque en este se puede optar por la epinefrina-.Las últimas guías AMLS recomiendan el uso de éste fármaco ante la presencia de taponamiento cardíaco mientras se realizan las acciones necesarias para la descompresión cardíaca. Así mismo, también se utiliza en los estudios electrofisiológicos cardiacos en perfusión IV para analizar y estudiar al actividad eléctrica bajo estimulación adrenérgica.

## Farmacología
El isoproterenol es un agonista de los receptores β1 y β2 usado para el asma antes del uso global del salbutamol, el cual tiene efectos más selectivos sobre las vías aéreas. Su vía de administración puede ser intravenoso, oral, intranasal, subcutáneo o intramuscular, dependiendo de su uso. Su vida media en el plasma sanguíneo es de aproximadamente 2 horas.
El efecto del isoproterenol sobre el sistema cardiovascular se relaciona a su acción sobre los receptores adrenérgicos β1 y β2 del músculo liso de las arteriolas produciendo vasodilatación. El isoproterenol tiene un efecto inotrópico y cronotrópico positivo sobre el corazón, elevando la presión arterial sistólica, mientras que por sus efectos vasodilatadores, tiende a producir una presión arterial diastólica baja.
Los efectos adversos del isoproterenol se relacionan con sus efectos cardiovasculares, puede producir un aumento en la frecuencia cardíaca (taquicardia) lo que predispone al individuo a trastornos del ritmo cardíaco. Por ello, el isoproterenol no debe ser usado en pacientes con cardiopatía isquémica.

## Interacciones
Sus efectos colaterales son potencializados cuando se asocia con un inhibidor de la COMT (tolcapona) o de la MAO(IMAO), las dos enzimas que degradan la adrenalina. Asociado con adrenalina intravenosa puede causar infarto o empeorar una arritmia. Es antagonizado por los fármacos simpaticolíticos.